# ديشانج
ديشانج هي مدينة تقع في المنطقة الغربية،الكاميرون.